# Luigi Borgato

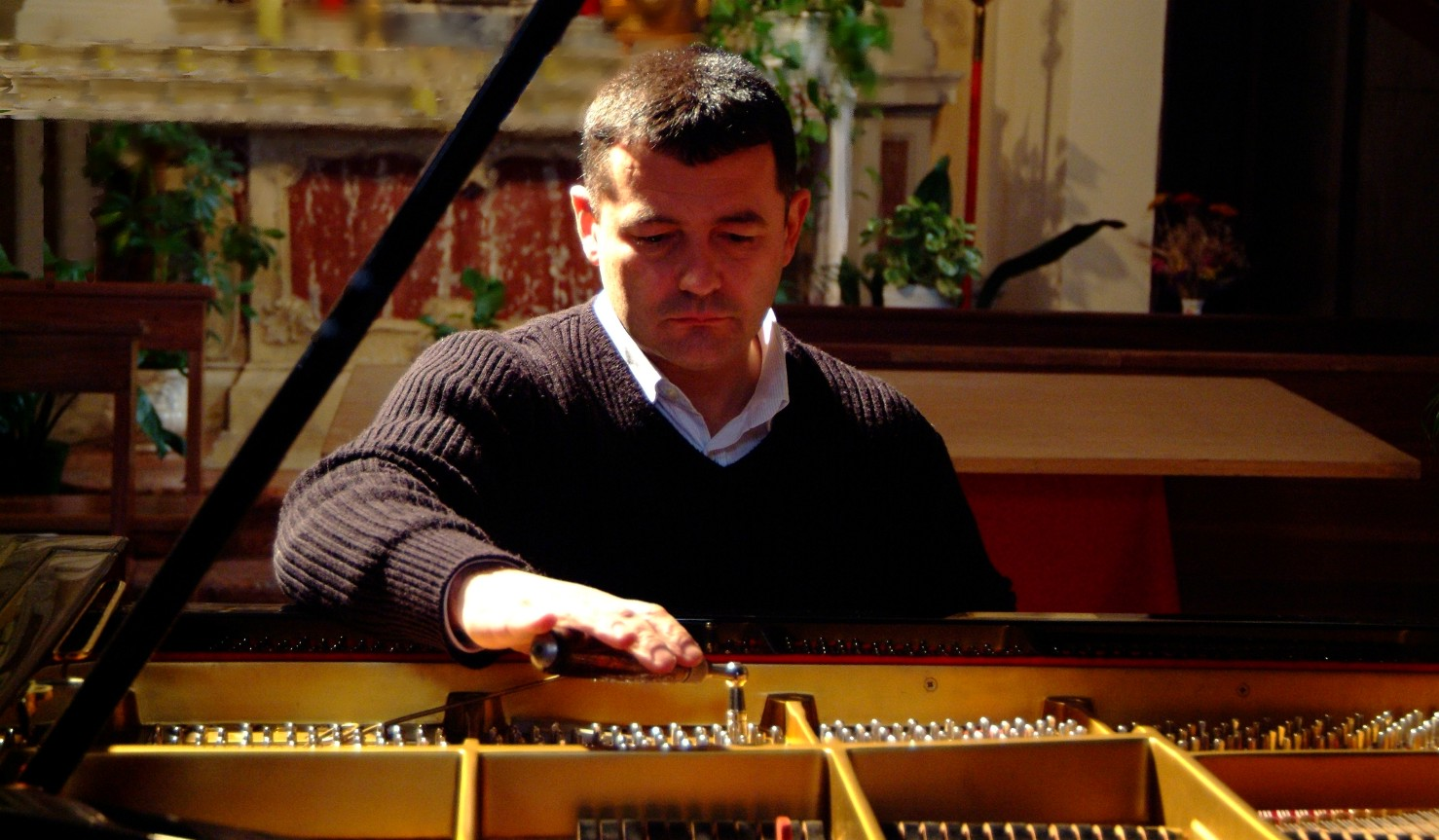
Luigi Borgato

Luigi Borgato (* 21. Februar 1963 in Gallarate) ist ein italienischer Klavierbauer und Hersteller von Konzertflügeln.

## Leben
Borgato präsentierte seinen ersten Konzertflügel 1991, im Alter von 28 Jahren, beim Europäischen Kongress „Europiano“. Die von ihm gebauten Flügel verfügen im Diskant (den oberen 44 Tönen) über eine vierchörige Besaitung statt der üblichen dreichörigen. Auf seinen Namen sind mehrere Patente zur Technik des Klavierbaus eingetragen, u. a. über einen neukonstruierten Gussrahmen.
Borgato wird verschiedentlich zu italienischen und internationalen Kursen über Klavierbau und Klaviertechnologie als Referent eingeladen. Als Klavierstimmer arbeitet er bei Aufnahmen namhafter Pianisten mit, u. a. von Radu Lupu, András Schiff, Vladimir Ashkenazy, Rosalyn Tureck, Lazar Berman und Maria João Pires. Borgato lebt heute in Lonigo.

## DerDoppio Borgato

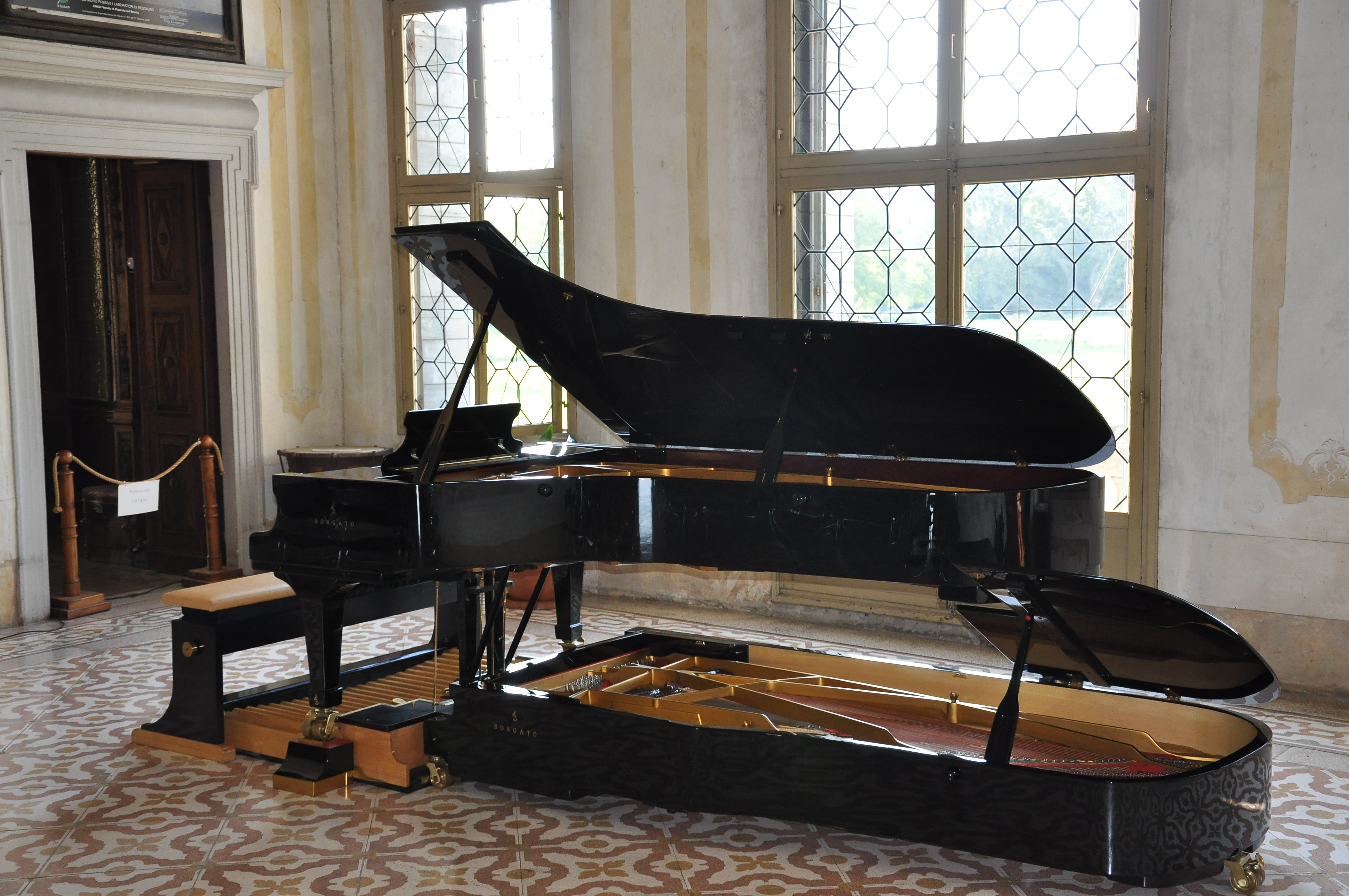
Doppio Borgato

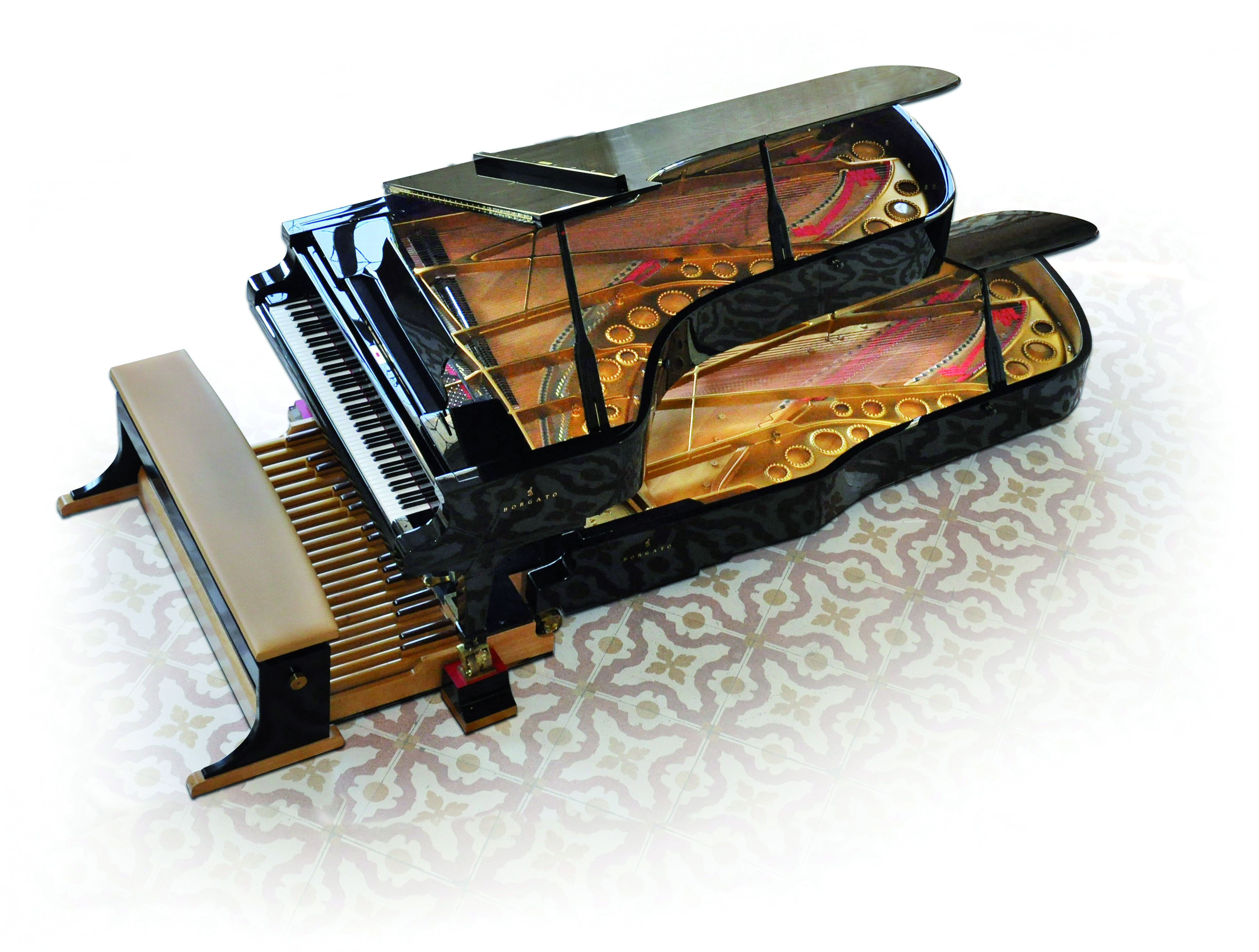
Doppio Borgato

Im Jahr 2000 meldete Borgato einen Pedalflügel zum Patent an, den er Doppio Borgato („Doppelter Borgato“) nannte. Er besteht aus zwei selbständigen Teilen, einem normalen Konzertflügel und einem daruntergelegten reinen Pedalteil mit 37 Pedaltasten (Tonumfang Subkontra-A bis a0). Für diesen Flügel haben bereits einige zeitgenössische Komponisten Werke vorgelegt, u. a. Ennio Morricone (Quarto Studio Bis, 2011), Andrea Morricone (Omaggio a J.S.B., 2011), Franco Oppo (Freu dich sehr o meine Seele, 2000), Charlemagne Palestine (Compositions for pedal piano, 2005) und Jean Guillou (Epitases, 2001).